# Rajmund Barański

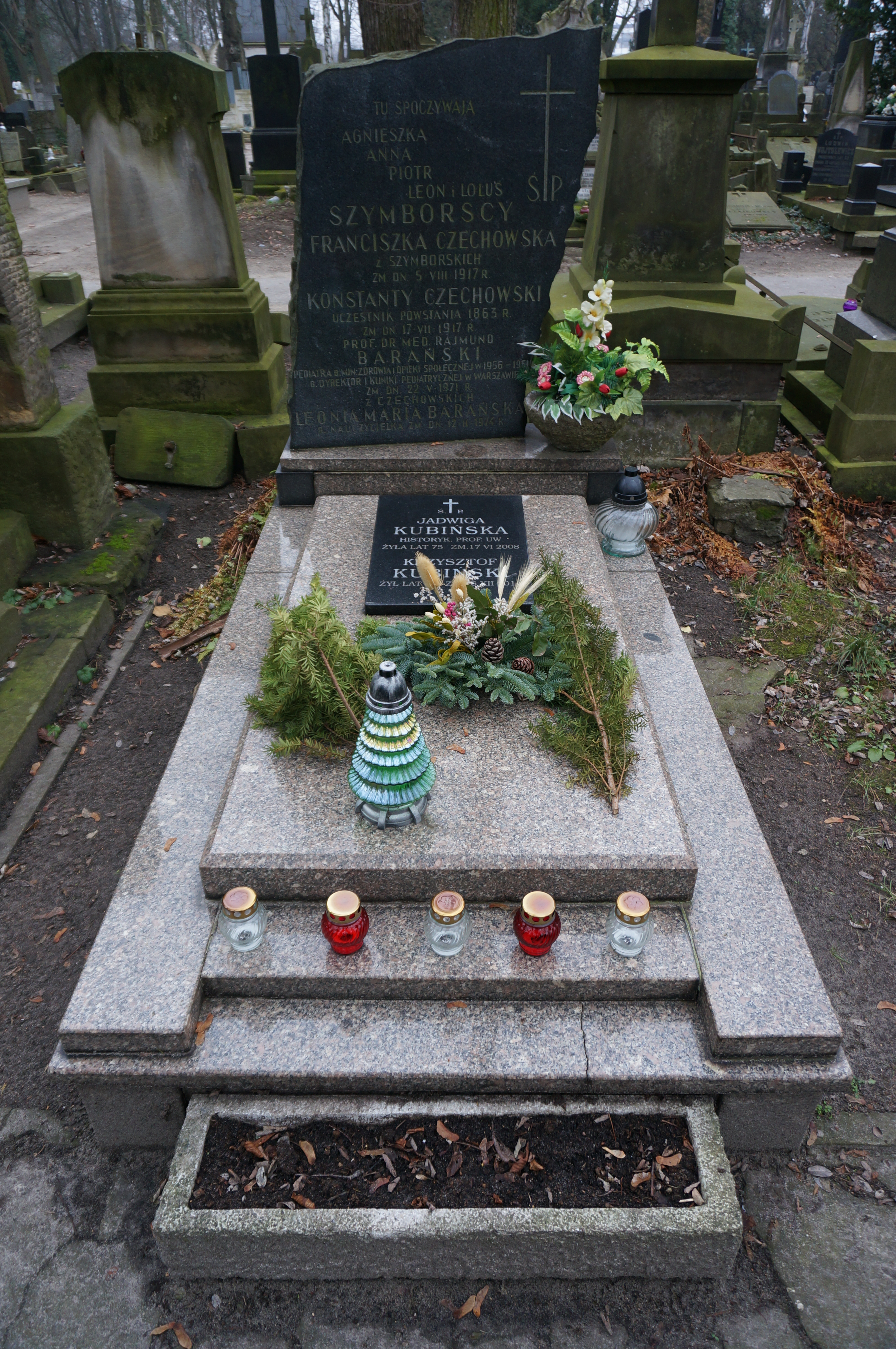
Grób Rajmunda Barańskiego na cmentarzu Powązkowskim w Warszawie

Rajmund Barański (ur. 31 sierpnia 1894 w Raciążu, zm. 22 maja 1971 w Warszawie) – polski lekarz, oficer i polityk, minister zdrowia oraz minister zdrowia i opieki społecznej w latach 1956–1961.

## Życiorys
Urodził się w wielodzietnej rodzinie Walentego (1854–1941) i Julianny z Olszewskich (1862–1939). Był bratem Szymona (1893–1925), Wacława (1896–1940), Salomei po mężu Kubińskiej (1899–1980), Stanisława Teodora (1900–1978), Jadwigi (1902–1982), Józefa (1904–1984) i Reginy po mężu Sielickiej (1907–2002). Gimnazjum ukończył w Płocku. W 1917 ukończył studia na Wydziale Lekarskim Uniwersytetu Kijowskiego z najwyższym odznaczeniem cum eximia laude, specjalizował się w pediatrii. Po studiach został wcielony do armii rosyjskiej, w której służył do maja 1918, w 1918 pracował w Klinice Pediatrycznej Uniwersytetu Kijowskiego. W grudniu 1918 wrócił do Polski i wstąpił do Wojska Polskiego, gdzie był lekarzem wojskowym, zdemobilizowany w 1922. Rozpoczął wtedy pracę w Klinice Dziecięcej Uniwersytetu Warszawskiego, w której pracował do 1950 (w latach 1942–1945 pełniący obowiązki dyrektora). W 1936 uzyskał stopień doktora medycyny, a w 1951 profesora nadzwyczajnego nauk medycznych. Na stopień kapitana rezerwy został mianowany ze starszeństwem z 19 marca 1939 i 17. lokatą w korpusie oficerów zdrowia, grupa lekarzy.
Pod pseudonimem „Rajmund” uczestniczył w powstaniu warszawskim w oddziale „Bakcyl” (Sanitariat Okręgu Warszawskiego Armii Krajowej), w zgrupowaniu „Chrobry II” – szpital VIII 1944; po upadku powstania wyjechał z Warszawy z rannymi.
W 1950 został profesorem kontraktowym Akademii Medycznej w Warszawie, a od 1951 jej profesor nadzwyczajny. Od 1948 do 1951 kierownik Państwowego Instytutu Matki i Dziecka. Od 1956 do 1960 minister zdrowia, a następnie do 1961 minister zdrowia i opieki społecznej.
W 1949 został członkiem Państwowej Rady Zdrowia i wiceprezesem Naukowego Towarzystwa Lekarskiego. Od 1951 do 1954 roku przewodniczący Rady Naukowej Państwowego Instytutu Matki i Dziecka w Warszawie. Członek Rady Naukowej przy Ministrze Zdrowia. 
Od 3 lipca 1924 był mężem Leonii Marii z Czechowskich (zm. 1974), nauczycielki. 
Zmarł w Warszawie, pochowany na cmentarzu Powązkowskim (kwatera O-V-28,29).

## Ordery i odznaczenia
- Krzyż Komandorski z Gwiazdą Orderu Odrodzenia Polski[4]
- Złoty Krzyż Zasługi (13 lipca 1954)[7]
- Krzyż Walecznych[4]
- Srebrny Krzyż Zasługi (19 sierpnia 1946)[8]
- Medal 10-lecia Polski Ludowej (13 stycznia 1955)[9]
- Medal „Za zasługi dla obronności kraju”[4]